# (618) Elfriede
(618) Elfriede ist ein Asteroid des Hauptgürtels, der am 17. Oktober 1906 vom deutschen Astronomen Karl Julius Lohnert in Heidelberg entdeckt wurde. 
Die Herkunft des Namens ist unbekannt.